# Katyi
A Katyi egy 1942-ben bemutatott fekete-fehér magyar filmvígjáték Tolnay Klári, Bilicsi Tivadar és Kiss Manyi főszereplésével. Ez a film is szülőhelye volt egy nótának: Zöld a kukorica, Katyi...

## Történet
|  | Alább a cselekmény részletei következnek! |

Varga Kató minden áron színész szeretne lenni, de a felvételi bizottság, élén Geszti Péterrel azzal küldi el őt, hogy soha nem lesz belőle színész. Kató elhatározza, hogy bosszút áll Gesztin.
Szerencséjére az egyik éjjel valaki egy gyereket tett a színész ajtaja elé. Kató ezt kihasználva felveszi barátnője nevét (Csiba) és a gyermek anyjának adja ki magát. Geszti befogadja őt a „gyermekével” együtt. Célja, hogy fenekestül felforgassa Geszti életét, leépítse a szerelmét. Ettől még az állítólagos férjének megjelenése sem riasztja vissza. A bosszúállás közben azonban váratlan fordulat következik be: Katyi beleszeret Péterbe. Így még sürgősebbé válik neki a szerelmeinek elűzése a háztól.
Tervét az akadályozza meg, hogy Geszti második szerelmének elküldése után elküldi őt és a gyereket a nagynénjéhez a Balaton mellé, de Katyi  leszáll a vonatról. Geszti arról értesül nagynénjétől, hogy Katyi nem érkezett meg.
Elmegy egy jósnőhöz, aki történetesen Katyi barátnője, Csiba Kati. Ő „megjósolja” Gesztinek, hogy Kati vízbe fulladt. Geszti ezért bűntudatot érez, és aznap este többet iszik a kelleténél. Nézeteltérése támad egy másik vendéggel, Lajossal, aki örökösen azzal gyanúsítja a feleségét, hogy megcsalja. Másnap reggel Geszti ennek a Lajosnak a lakásán ébred fel, ahol Lajos és Geszti összeverekednek, amiért a rendőr bevitte őket a kapitányságra.
Itt aztán Gesztit Csiba Kati vallomása tisztázza, így mire Katyi visszatér az édesanyjához, ott már Geszti várja. Így Kató kénytelen bevallani az igazságot, de végül Geszti is elismerte, hogy Kató színésznőhöz méltó alakítást nyújtott, de mégsem lehetett belőle színésznő, mert Geszti Péter felesége lett.
|  | Itt a vége a cselekmény részletezésének! |

## Szereplők
- Tolnay Klári – Varga Kató (Katyi)
- Kiss Manyi – Csiba Kati
- Bilicsi Tivadar – Geszti Péter, színész
- Mály Gerő – Ferenc (Geszti Péter inasa)
- Vaszary Piri – özv. Varga Gáspárné
- Misoga László – Csiba Márton
- Juhász József – Pálinkás Berci
- Erdélyi Mici – Mária
- Pethes Sándor – Lajos